# Alfred Atherton

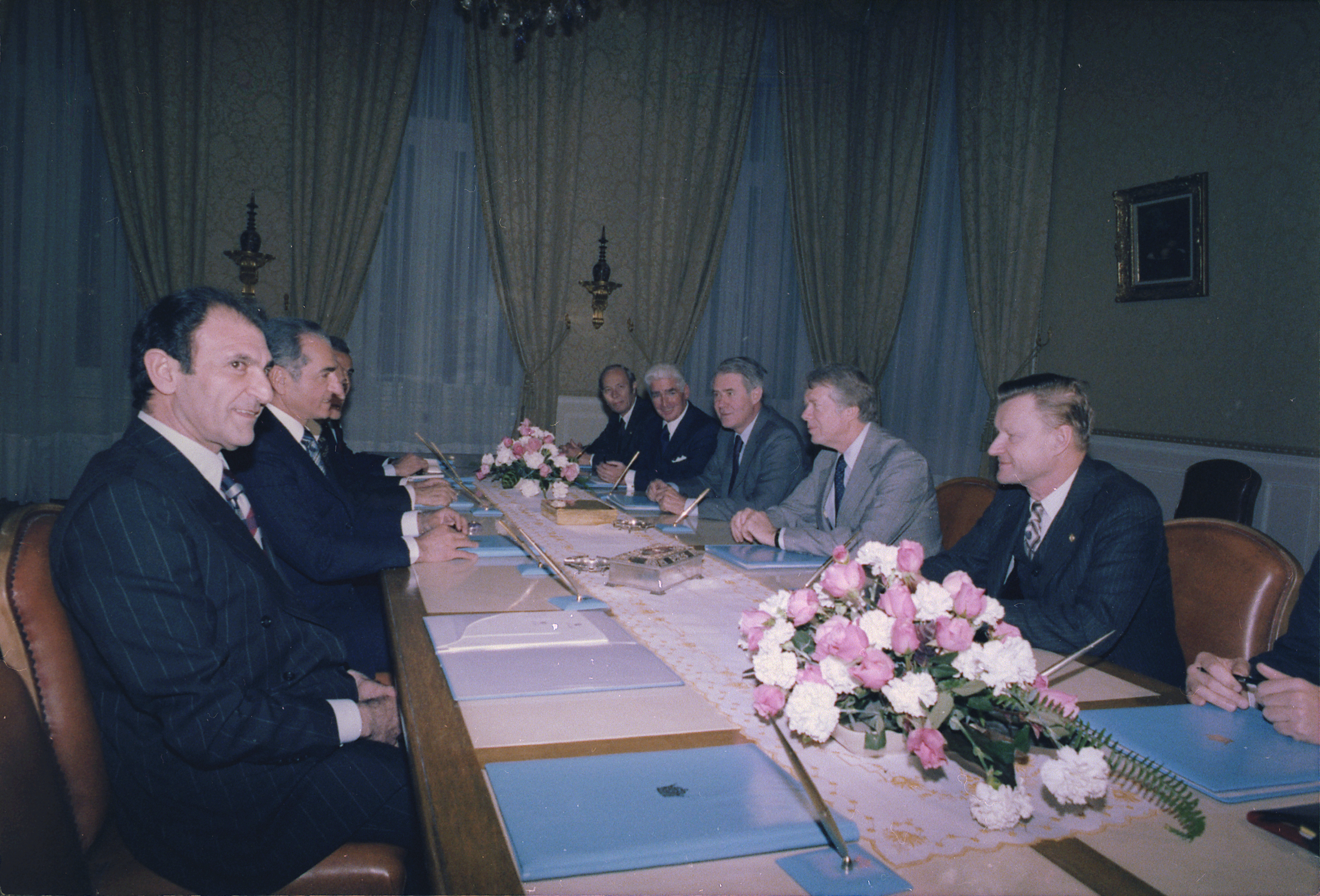
Alfred Atherton (zweiter von links) als Mitglied einer US-Delegation mit William H. Sullivan, Cyrus Vance, Jimmy Carter und Zbigniew Brzeziński bei einem Besuch beim Schah Mohammad Reza Pahlavi (1977).

Alfred Leroy Atherton, Jr. (* 22. November 1921 in Pittsburgh, Pennsylvania; † 30. Oktober 2002 in Washington, D.C.) war ein US-amerikanischer Diplomat, der unter anderem von 1974 bis 1978 als Assistant Secretary of State for Near Eastern and South Asian Affairs Leiter der Unterabteilung Naher Osten und Südasien im US-Außenministerium sowie zwischen 1979 und 1983 Botschafter der Vereinigten Staaten in Ägypten war. 1981 wurde ihm der Titel Career Ambassador verliehen und zuletzt war er von 1983 bis 1985 Generaldirektor des Auswärtigen Dienstes (Director General of the Foreign Service).

## Leben
Alfred Leroy Atherton, Jr., begann nach dem Besuch der Phillips Exeter Academy ein grundständiges Studium an der Harvard University, das er 1943 mit einem Bachelor of Arts (B.A.) beendete. Im Anschluss leistete er während des Zweiten Weltkrieges zwischen 1943 und 1945 Militärdienst in der US Army. Nach Kriegsende nahm er ein postgraduales Studium an der Harvard University auf und schloss dieses 1947 mit einem Master of Arts (M.A.) ab. Nach Abschluss des Studiums trat er in den Dienst des US-Außenministeriums und war von 1947 bis 1949 Vizekonsul in Stuttgart sowie zwischen 1949 und 1952 in Bonn Mitarbeiter im Büro für politische Berichte beim Hohen Kommissar in Deutschland, John Jay McCloy. Anschließend fungierte er zwischen 1952 und 1956 zunächst als Vizekonsul und Zweiter Sekretär an der Botschaft in Syrien sowie daraufhin von 1956 bis 1959 als Konsul in Aleppo. Nach seiner Rückkehr war er zwischen 1959 und 1961 Referent für Irak und Iran in der Unterabteilung Internationale Beziehungen des Außenministeriums sowie von 1961 bis 1962 Dozent für Wirtschaftswissenschaften an der University of California, Berkeley.
1962 kehrte Atherton ins Außenministerium zurück und fungierte zwischen 1962 und 1965 als Wirtschaftsreferent an der US-Vertretung in Kalkutta. Danach war er im Außenministerium zwischen 1965 und 1978 durchgängig in der Unterabteilung für den Nahen Osten und Südasien (Bureau of Near Eastern and South Asian Affairs), und zwar zunächst zwischen 1965 und 1966 als stellvertretender Leiter des Büros für den Nahen Osten (Deputy Director of the Office of Near Eastern Affairs). Daraufhin war er dort von 1966 bis 1967 erst Leiter des Länder-Referats (Country Director) für Irak, Jordanien, Libanon und Syrien sowie zwischen 1967 und 1970 Leiter des Länder-Referats für Israel und Arabisch-Israelische Angelegenheiten. Nachdem er zwischen 1970 und 1974 stellvertretender Leiter der Unterabteilung für den Nahen Osten und Südasien war, übernahm er schließlich am 27. April 1974 von Joseph J. Sisco als Assistant Secretary of State for Near Eastern and South Asian Affairs und damit als Leiter der Unterabteilung Naher Osten und Südasien im US-Außenministerium. Diese Funktion hatte er bis zum 11. April 1978 inne und wurde dann von Harold H. Saunders abgelöst.
Nachdem Alfred Atherton vom 11. April 1978 bis zum 22. Mai 1979 Sonderbotschafter (Ambassador at Large) war, wurde er am 17. Mai 1979 zum Botschafter der Vereinigten Staaten in Ägypten und übergab dort am 2. Juli 1979 als Nachfolger von Hermann Eilts sein Beglaubigungsschreiben. Auf diesem Posten verblieb er bis zum 12. November 1983 und wurde daraufhin von Nicholas A. Veliotes abgelöst. Am 11. Dezember 1981 wurde ihm der am 5. August 1955 durch ein Zusatzgesetz des US-Kongresses zum Gesetz für Auswärtige Angelegenheiten (Foreign Service act of 1946) geschaffene Titel eines Career Ambassador verliehen, der höchste Dienstgrad für Foreign Service Officer. Zuletzt wurde er am 2. Dezember 1983 als Nachfolger von Joan M. Clark Generaldirektor des United States Foreign Service und hatte diese Funktion bis zum 28. Dezember 1984 inne, woraufhin George S. Vest seine Nachfolge antrat.
Alfred Leroy Atherton, Jr., der sich auch im Council on Foreign Relations (CFR) engagierte, war mit Betty Wylie Atherton verheiratet. Er wurde aufgrund einer Krebserkrankung im Sibley Memorial Hospital in Washington, D.C. behandelt und starb dort aufgrund von Komplikationen während eines chirurgischen Eingriffs. Nach seinem Tode wurde er auf dem Rock Creek Cemetery in Washington, D.C., beigesetzt.